# IslandDays
『IslandDays』（アイランデイズ）は、2014年7月3日にクロンから発売されたニンテンドー3DS用ゲームソフト。

## システム
『SchoolDays』のスピンオフ作品である本作は、主人公・伊藤誠がヒロインたちと無人島でサバイバル生活を送るアドベンチャーゲームである。
本作は、「ストーリーパート」と「バトルパート」の2つのパートで構成されており、28日目に到達するとゲームクリアとなる。
ストーリーパートはヒロインとの島内探索を主としており、表示された選択肢を選ぶ箇所が2つある。
バトルパートはストーリーパートの2回目の選択肢を選んだ後に発生するタワーディフェンス形式のイベントであり、食料を狙う野生動物と戦う内容となっている。
キャラクターの配置、およびキャラクターや装備等の強化にはBP（バトルポイント）を消費する。
バトルパートで失敗した場合は食料は減少するものの、即ゲームオーバーになるわけではなく、次の日に進む。
日数が進むにつれて出てくる野生動物の数が増えるほか、食糧は日数の経過によっても減少する。

## ストーリー
ある春の日、伊藤誠はクルーザーの上で目を覚ます。
同級生から無人島ツアーに参加していることを聞かされてほどなく、クルーザーは岩場に衝突。
何とかクルーザー脱出した誠たちは、島でのサバイバル生活を余儀なくされることとなった。

## スタッフ
- プロデューサー -
- ディレクター -
- キャラクターデザイン -
- 総作画監督 -
- プログラム -
- シナリオ - メイザーズぬまきち[1]

## 登場人物
伊藤誠
声 - なし
西園寺世界
声 - 河原木志穂
桂言葉
声 - 岡嶋妙
清浦刹那
声 - 井本ケイ
桂心
声 - やなせなつみ
加藤乙女
声 - 岩村琴美
黒田光
声 - 田中涼子
山県愛
声 - 小林眞紀
加藤可憐
声 - 中山依里子

## 主題歌
- オープニング曲「Pradise～Past Plus Parallel～」
  - 作曲/編曲：showerheadz
  - 作詞：増渕佳人&A
  - 歌：藍原京子

## 開発
クロンは2013年に発売したタワーディフェンスゲームのシステムを基に、版権もののゲームを開発することを考えていた。
クロン社内では「どうせやるなら衝撃的なものがよい」という意見が多くを占め、社内でファンの多かったデイズシリーズに決まった。
シナリオ担当のメイザーズぬまきちは最初から船を出したいと考えていたほか、「島」という舞台は登場人物が限定される状況として使いやすいとも考えており、本作の舞台は無人島に決定した。
クロン側から出された多くのアイデアを基にキャラクターや展開を合わせていく形で開発がすすめられた。
メイザーズぬまきちは電撃オンラインとのインタビューの中で、本作の開発を通じて違いを再認識したと述べ、「キャラクターの魅力を再発掘できたと思っている」と振り返っている。

## 特典
- 「IslandDays」スペシャルサウンドトラックCD[3]

1. 「Pradise～Past Plus Parallel～」（「IslandDays」OPバージョン）
2. ボイスドラマ「ボートが辿り着く先」
3. 「Pradise～Past Plus Parallel～」

- 「IslandDays」設定原画集

1. カラー20ページ、収録画像50枚以上
2. キャラクター設定原画（キャラクター紹介付き）
3. イベントCG原画

## 評価
電撃オンラインのさくたろうは、「20日目からキャラクターのHPも食糧も厳しい状況になったためストーリーパートでヒロインと仲を深められなかったせいか、仲良しエンドに落ち着いた。皆仲良しというのはある意味では理想的かもしれないが、『Days』シリーズであることを踏まえると物足りないと感じてしまう」と述べている。